# OS X Lion
OS X 10.7, nom de code Lion, est la huitième version majeure du système d'exploitation Mac OS X utilisé par les Macintosh d'Apple et elle introduit le nouveau nom « OS X » sans l'article « Mac »,.
Il fut présenté pour la première fois le 20 octobre 2010 et commercialisé le 20 juillet 2011. On notera qu'il s'agit du premier système d'exploitation à ne pas être vendu via un support physique, il faut en effet passer par le Mac App Store pour l'obtenir. Le prix de la mise à jour à partir de Snow Leopard est de 23,99 € en passant par le Mac App Store.
Pour le télécharger via le Mac App Store, il est nécessaire d'avoir un compte App Store, iTunes Store ou simplement un identifiant Apple. En outre, il est également possible de commander une clé USB Lion en ligne via l'Apple Store.

## Configurations requises
Mac OS X 10.7, dit « Lion », ne fonctionne que sur les Mac répondants aux caractérisiques techniques suivantesː
- CPU x86-64  (Macs 64-bit, avec un processeur  Intel Core 2 Duo, Intel Core i5, Intel Core i7, ou Xeon)[5],[6]
- Au moins 2 Go de mémoire[7]
- Mac OS X 10.6.6 ou supérieur (Mac OS X 10.6.8 est recommandé)[7]
- 7 Go d'espace disponible sur le disque dur[7]
- AirDrop est pris en charge sur les modèles de Mac suivants[7]: MacBook Pro (fin 2008 ou plus récent), MacBook Air (fin 2010 ou plus récent), MacBook (fin 2008 ou plus récent), iMac (début 2009 ou plus récent), Mac Mini (mi-2010 ou plus récent), Mac Pro (début 2009 avec la carte Airport Extreme et mi-2010 ou plus récent).

## Nouveautés
Parmi les nouveautés apportées par cette version, se trouvent un App Store dédié aux applications pour Mac OS X, un Launchpad similaire à l'écran d'accueil d'iOS qui permet de lancer des applications et une fonctionnalité d'affichage en plein écran. On note aussi certains changements dans l'interface graphique Aqua tels que les barres de défilement, les menus déroulants…
- Carnet d'adresses — Nouvelle interface utilisateur similaire à celle utilisée sur l'iPad (style papier et couverture)[8].
- AirDrop — Partage sans fil de fichiers entre Macs.
- Auto Save — Enregistrement automatique du travail effectué dans une application, comme sur l'iPad.
- FaceTime — L'actuelle application disponible sur l'iPhone 4 et sur l'iPad 2 désormais intégrée à Mac OS X.
- FileVault — Chiffrement des données présentes sur le Mac et/ou sur d'éventuels disques durs externes.
- Finder — Nouvelle version du Finder.
- iCal — Nouvelle interface utilisateur, mode plein écran.
- iChat — Supporte désormais Yahoo! Messenger.
- Launchpad — Lanceur d'applications similaire à celui utilisé sur l'iPhone et l'iPad.
- Mac App Store — Boutique en ligne d'applications pour le Mac, grand frère de l'App Store de l'iPhone et iPad.
- Mail 5 — Nouvelle interface similaire à celle utilisée sur l'iPad.
- Mission Control — Intégration d'Espaces, du Dashboard et des applications plein écran dans une seule interface.
- Aperçu — Mode plein-écran, possibilité de signer des documents (via une signature papier prise en photo avec la webcam).
- QuickTime — Nouvelles fonctions venues de QuickTime Pro. Copier/coller, insertion de clip, redimensionnement, etc.
- Recovery HD — Apparition d'une partition de restauration, permettant la réinstallation du système aux valeurs d'usine (ou restauration depuis une sauvegarde Time Machine, ainsi que quelques utilitaires de diagnostics).
- Reprise — Fonction de type veille prolongée, apportant la possibilité, après avoir redémarré, de retrouver son Mac avec les mêmes applications lancées qu'avant le redémarrage, dans le même état. Similaire au système déjà présent sur l'iPad.
- Serveur — Mac OS X Server est désormais intégré à OS X Lion (il n'y a plus séparément une version « client » grand public et une version « serveur »)[9].
- Versions — Nouvelle fonction intégrée à Time Machine permettant de retrouver d'anciennes versions d'un document.

En revanche, l'environnement d'exécution Java (ou JRE) n'est plus intégré d'office à OS X et nécessite donc désormais une installation spécifique (par exemple depuis le site Java d'Oracle).

## Mises à jour
| OS X No de version | Build            | Date             | Note |
| ------------------ | ---------------- | ---------------- | --- |
| 10.7               | 11A511           | 20 juillet 2011  | - Disponible sur le Mac App Store ou sur support USB. |
| 10.7.1             | 11B26            | 16 août 2011     | - Mise à jour rapide via le menu pomme (Mac) |
| 10.7.2             | 11C74            | 12 octobre 2011  | - Support d'iCloud |
| 10.7.3             | 11D50b           | 1er février 2012 | - Prise en charge du catalan, du croate, du grec, de l'hébreu, du roumain, du slovaque, du thaï et de l'ukrainien. - Intégration de Safari 5.1.3 - Correction de bugs mineurs. |
| 10.7.4             | 11E53            | 9 mai 2012       | - Résolution de l’activation permanente de « Rouvrir toutes les fenêtres à la réouverture de la session » - Amélioration de la compatibilité avec certains claviers USB britanniques de tierce partie - Résolution d’un problème empêchant probablement les fichiers d’être enregistrés sur un serveur - Amélioration de la copie des fichiers sur un serveur de type SMB. |
| 10.7.5             | 11G56 puis 11G63 | 4 octobre 2012   | - Aucune évolution fonctionnelle annoncée, améliorations annoncées sur les performances graphiques et la fiabilité réseau |

## Chronologie
- (en) Cet article est partiellement ou en totalité issu de l’article de Wikipédia en anglais intitulé « Mac_OS_X_Lion » (voir la liste des auteurs).